# Kapelle der Heiligsten Dreifaltigkeit (Nová Ves)
Die Kapelle der Heiligsten Dreifaltigkeit, tschechisch: Kaple Nejsvětější Trojice ist ein Sakralbauwerk in Nová Ves (Neudörfel), im Katastralgebiet des Stadtteils Střekov (Schreckenstein) der Stadt Ústí nad Labem (Aussig an der Elbe) in Tschechien. Die Kapelle befindet sich oberhalb des Dorfplatzes, im Schatten einer 400 Jahre alte Sommerlinde, die als Naturdenkmal geschützt ist.
Als typisches Beispiel ländlicher Sakralarchitektur im klassizistischen Stil des frühen 19. Jahrhunderts prägt die Kapelle das Ortsbild von Nová Ves maßgeblich und steht unter Denkmalschutz.

## Architektur und Baugeschichte
Die Kapelle wurde im Jahr 1806 errichtet, wie eine Inschrift über dem Eingang belegt. Sie besitzt einen rechteckigen Grundriss mit einem abgesetzten, halbrunden Chorabschluss. Das Bauwerk besteht aus Mauerwerk und ist mit einer weißen Putzfassade versehen, deren Gestaltung schlicht gehalten ist. Akzente setzen ein leicht abgesetzter Sockel, der den Geländeunterschied ausgleicht, sowie ein profiliertes Kranzgesims. Fensterlaibungen, Nische und Sockel sind in gelber Farbe abgesetzt.
Das Satteldach ist mit Biberschwanzziegeln gedeckt. Über dem Chor erhebt sich auf dem Dachfirst eine sechseckige Laterne mit Zwiebelhaube, die von einer Kugel mit patriarchalischem Kreuz bekrönt wird; in der Laterne hängt eine kleine Glocke.
Die Hauptfassade ist nach Nordosten ausgerichtet und wird von einem rechteckigen Türportal mit hölzerner Zarge und zweiflügeligen, nach innen öffnenden Holztüren mit verzierten Leisten und kleinen Fenstern im oberen Bereich durchbrochen. Nachträglich wurden an den Ecken der Türzarge Bretter in Form von Dachziegeln angebracht. Die Fassade schließt mit einem dreieckigen Giebel ab, in dessen Mitte sich eine halbrunde Nische befindet; darüber ist die Jahreszahl „1806“ angebracht.

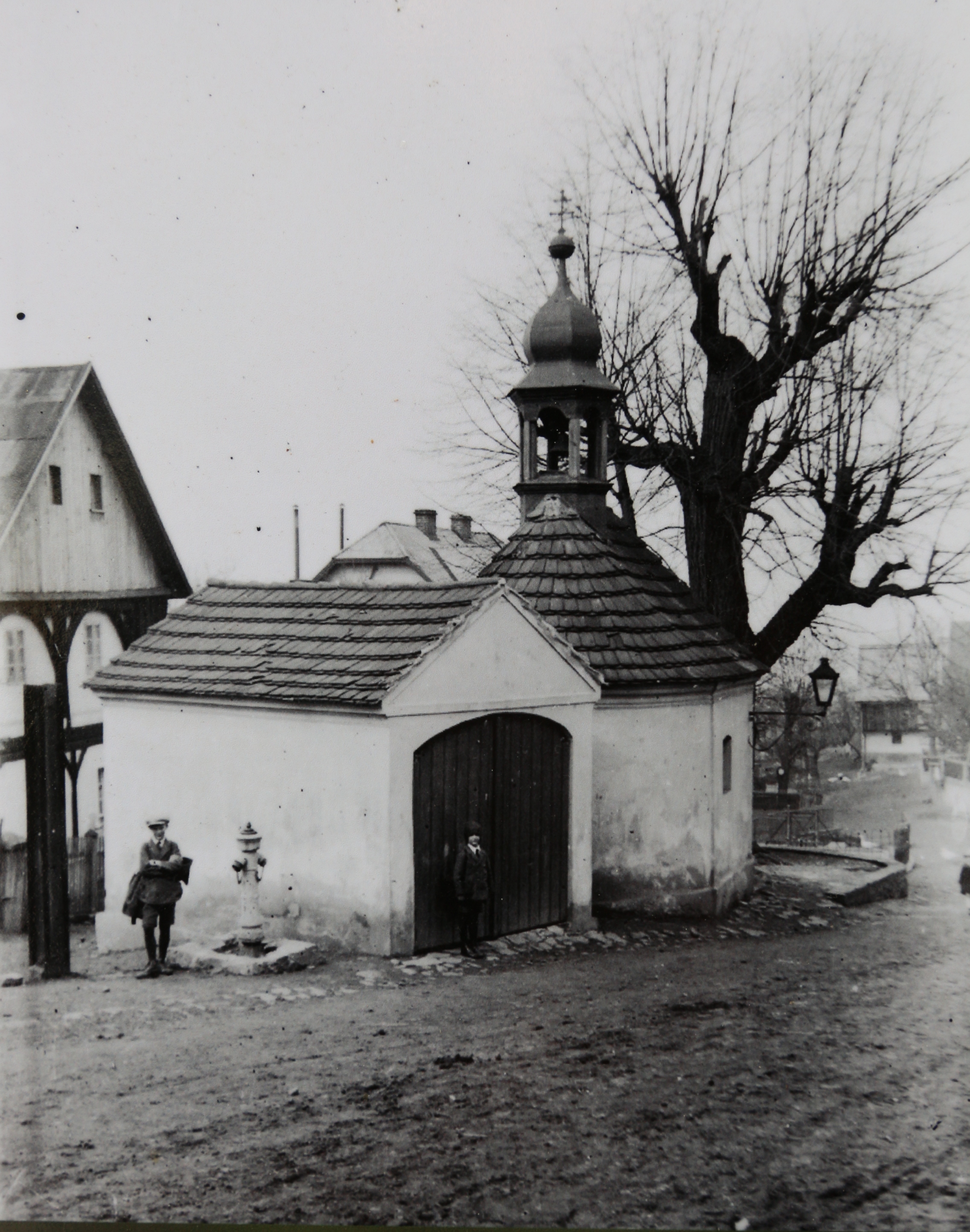
Kapelle um 1900
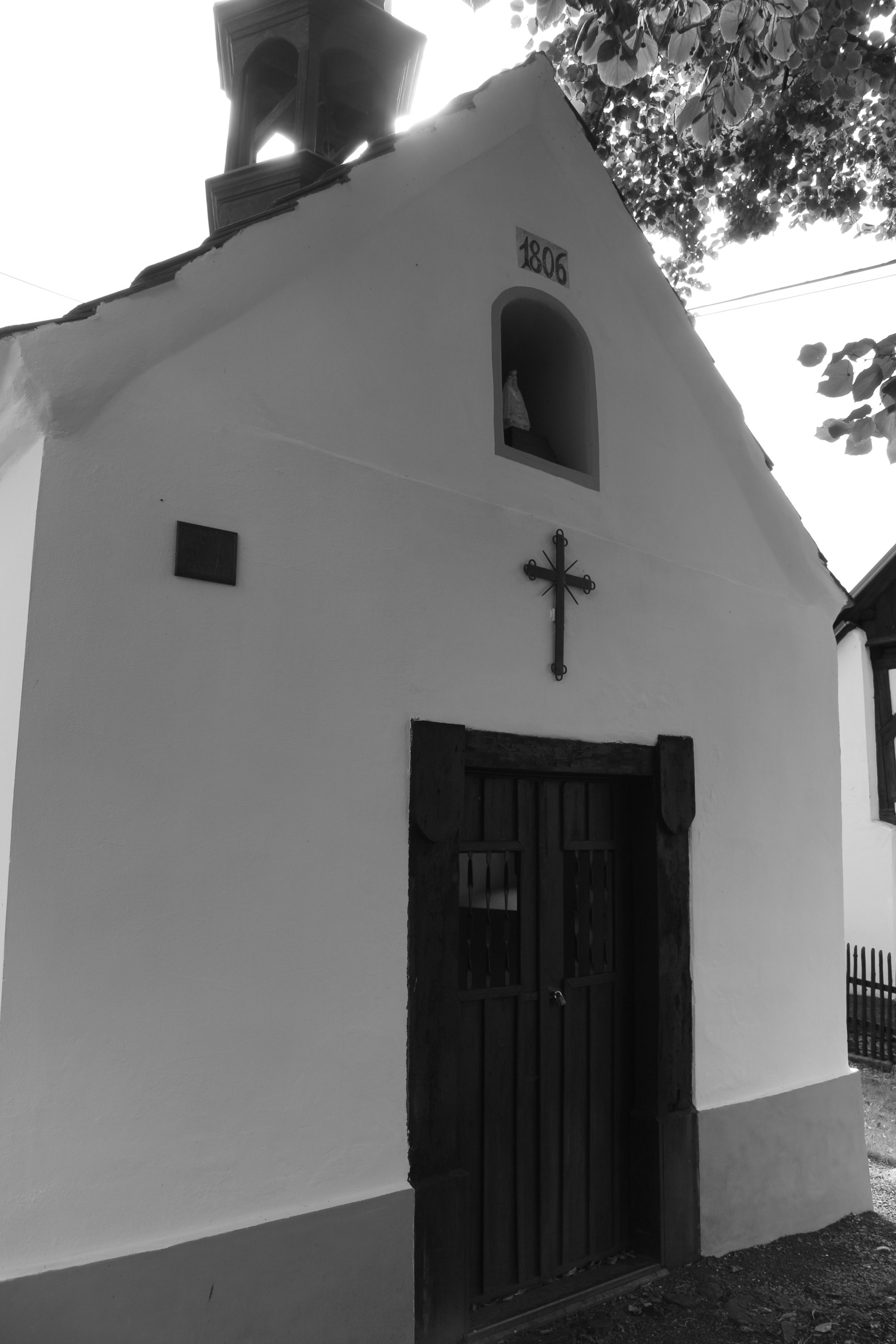
Türportal mit Kreuz und Inschrift „1806“
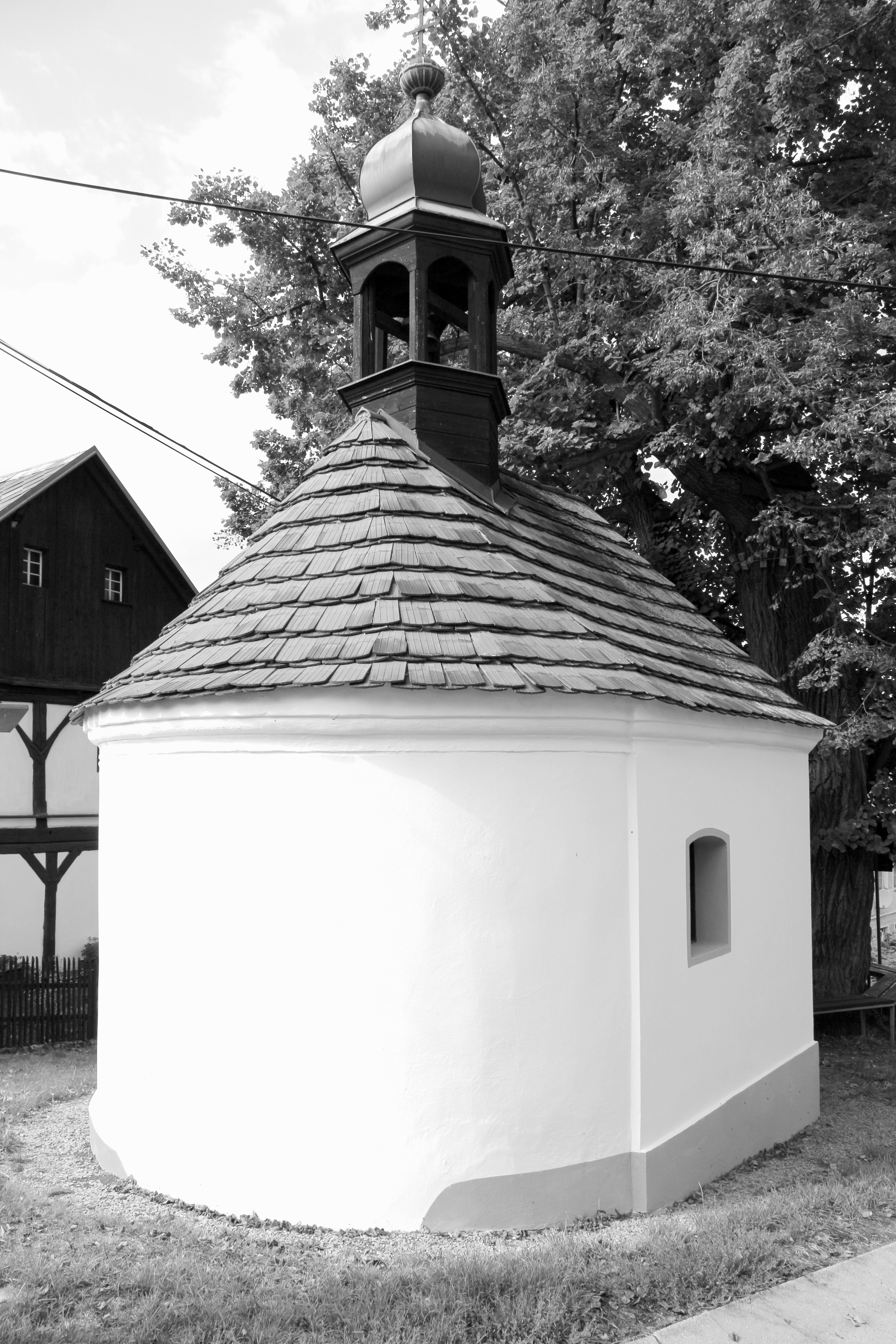
halbrunden Chorabschluss
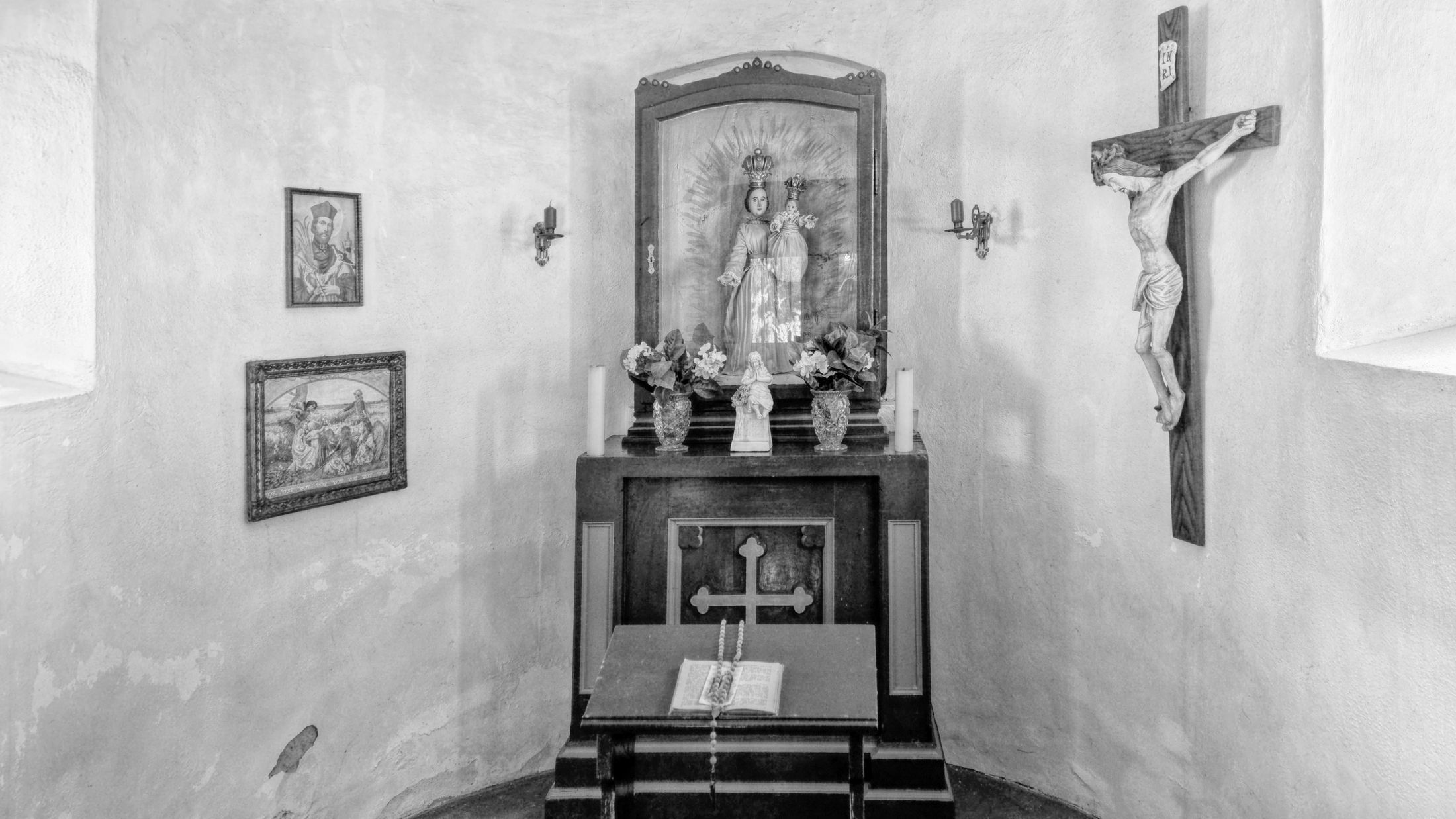
Innenraum